# Everybody Needs Somebody to Love

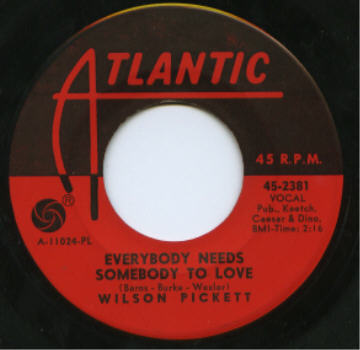
Wilson Pickett – Coverversion 1966

Everybody Needs Somebody to Love ist ein Rhythm-and-Blues-Song, der 1964 von Bert Berns, Solomon Burke und Jerry Wexler geschrieben wurde. Die Originalversion wurde 1964 von Solomon Burke für Atlantic Records (Katalognummer 2241) aufgenommen.
In der Originalfassung des Liedes ruft Solomon Burke, im Stil eines Predigers, nach Menschen, die die Macht der Liebe bezeugen. Dem Song war in seiner Originalversion ein eher bescheidener Erfolg beschieden. Er hielt sich nur acht Wochen in den Charts und erreichte als höchste Platzierung Platz 58.
Erfolgreicher war die Coverversion von Wilson Pickett, die 1967 in den Popcharts Platz 29 erreichte und in den R&B-Charts Platz 19. Im gleichen Jahr sang die britische Sängerin Dusty Springfield, die für ihre Vorliebe für Soul- und R'n'B-Stücke bekannt war, den Song live in ihrer BBC-Show Dusty (Ausgabe vom 15. August 1967).
Die Rolling Stones, die große Bewunderer von Burkes Werk sind, nahmen bereits 1965 eine Coverversion auf und veröffentlichten sie auf dem Album The Rolling Stones, Now! (USA) und The Rolling Stones No. 2 (UK). Eine Version wurde später auf ihrer Tour 2002 mit Solomon Burke aufgenommen und auf Live Licks veröffentlicht. Neue Beliebtheit erreichte der Song 1980 durch die Aufnahme in den Soundtrack von John Landis’ Film Blues Brothers, wo er von Dan Aykroyd und John Belushi gecovert wurde. 1989 erschien der Song noch einmal als Single in Großbritannien (B-Seite: Think) und erreichte Platz 12 der Britischen Singlecharts. The Jerry García Band spielte den Song regelmäßig bei Liveauftritten.
Die Band Shadows of Knight coverte den Song 1966 auf ihrem Livealbum Raw ’n Alive At The Cellar, Chicago 1966, das aber erst 1992 veröffentlicht wurde.
Das Lied wurde vom Rolling Stone Magazine auf Platz 429 ihrer The 500 Greatest Songs of All Time gelistet und er wurde in die Rock and Roll Hall of Fame – 500 Songs that shaped Rock and Roll aufgenommen.